# 사우스다코타주의 대학 목록
아래는 미국 사우스다코타주의 대학 목록이다.
미국 사우스다코타주에는 카네기 고등 교육 기관 분류에 등재된 22개의 단과 대학이 있다. 브루킹스에 본사를 둔 사우스다코타 주립 대학교(SDSU)는 주 최대의 공립대학교로, 2012년 봄 기준 12,725명의 학생이 등록되어 있다. SDSU는 사우스다코타 이사회(South Dakota Board of Regents)에 의해 관리되며, 이 위원회는 두 번째로 많은 등록금을 보유한 사우스다코타 대학교(USD)도 관리한다. 또한 이사회는 주 내 다른 4개의 공립 대학을 관리한다.
USD는 1862년에 설립된 사우스다코타에서 가장 오래된 공립 대학교이다. 수폴스에 위치한 아우구스타나 대학교는 2012년 봄에 1,871명의 학생이 등록한 최대 규모의 비영리 사립 대학교이다. 같은 이름의 도시에 위치한 침례교 신학교인 수폴스 신학교(Sioux Falls Seminary)는 2012년 봄에 141명의 학생이 등록한 주에서 가장 작은 고등 교육 기관이다. 영리를 목적으로 하는 사립 대학인 글로브대학교-수폴스는 262명의 학생으로 구성되어 있으며 주에서 두 번째로 작은 교육 기관이다.
주의 유일한 로스쿨인 사우스다코타 대학교 법과대학은 미국 변호사 협회의 인증을 받았다. USD에는 또한 주 유일의 의과대학인 사우스다코타대학교 샌포드 의과대학이 있다. 사우스다코타의 고등 교육 기관 대부분은 고등 학습 위원회(HLC)의 인증을 받았다. 대부분은 전국 교사 교육 인증 협의회(NCATE), 전국 음악 학교 협회(NASM), 대학 간호 교육 위원회(CCNE), 전국 간호 연맹(NLNAC)과 같은 여러 기관의 인증을 받았다.

## 기관 목록
- 사우스다코타 주립 대학교
- 사우스다코타 대학교
- 아우구스타나 대학교

## 같이 보기
- 미국의 대학 목록